# Alypia disparata
Alypia disparata är en fjärilsart som beskrevs av H.Edw. 1884. Alypia disparata ingår i släktet Alypia och familjen nattflyn. Inga underarter finns listade i Catalogue of Life.